# Том и Джери
 Тази статия е за анимационните герои на Метро-Голдуин-Майер.  За анимационните герои на Van Beuren Studios вижте Том и Джери (Ван Бойрен).  
Том и Джери са анимационни герои, създадени от аниматорите Уилям Хана и Джоузеф Барбера. Те стоят в основата на серии от кратки анимационни филми, продуцирани от Метро-Голдуин-Майер в периода 1940 – 1958 г. През 60-те се продуцират от чуждестранните студия (Rembrandt Films на Джийн Дайч през 1961 – 62 г. и Sib Tower 12 Production на Чък Джоунс от 1963 – 67). Том и Джери по-късно отново изплуват на повърхността, появявайки се в анимационни филмчета, продуцирани от Hanna-Barbera Productions (1975 – 77 и 1990 – 93) и от Filmation Studios (1980 – 82). Първите епизоди на Хана и Барбера са забележими с това, че печелят седем „Оскар“-а. Понастоящем се излъчват по телевизионните канали Картун Нетуърк и Бумеранг.

## Герои

### Котаракът Том и мишокът Джери
Котаракът, в първия епизод (Puss Gets the Boot) наречен Джаспър, е бяло-сива домашна котка, който обикновено води разглезен начин на живот. Хитрият кафяв мишок (в тази серия с име Джинкс), Джери винаги живее в близост до него. Джери притежава неприсъща за своите размери сила – повдига относително лесно тежки предмети (например наковалня). В контраст с типичния сценарий, в който котката изяжда мишката, Том трудно би успял да хване и изяде Джери. Котаракът често поставя капани, които нараняват самия него, а повечето от опитите му се състоят в тормоз над малкия мишок. Обикновено на края на анимационните филмчета Джери триумфира, докато Том е загубилият. Разбира се, има и изключения: типичен пример за това е епизодът The Millon Dollar Cat (на български: Котка за един милион долара), където Джери минава границата на своето нахалство, а котаракът, знаейки, че ще загуби колосална сума пари, ако нападне жива твар, не се сдържа и го напада. Понякога и двамата губят. Съществува ли обаче опасен за двамата враг, те се съюзяват.
Любовните интереси на Том са се променяли многократно. Първата му любов е Toots (Туутс), чийто дебют е в епизода Puss n' Toots. Той има интерес и към друга Туутс, появила се в The Zoot Cat.
Въпреки че 5 филмчета показват нещастния за котарака край, той, преминавал през какво ли не, все някак успява да се завърне.

#### Говорещи Том и Джери
Том и Джери, за разлика от повечето герои, не говорят често. Въпреки това котаракът пее, ухажвайки женските. Пример за това е изпълнението на песента на Луи Джордан Is You Is or Is You Ain't My Baby в епизода Solid Serenade. Томас говори с френски акцент в Zoot Cat, опитвайки се да спечели сърцето на котка. В края на споменатия по-горе епизод Котка за един милион долара Том казва:
„Боже, захвърлям милион долара... но съм щастлив!“
Джери говори още по-рядко. Една от малкото му реплики е в пълнометражния анимационен филм Том и Джери: Вълшебният пръстен: изрича пет пъти „не“, избирайки магазина, в който да премахнат пръстена му.
Голяма част от вокалните ефекти на Том са предоставени от Уилям Хана, включително и най-известните такива, сред които са крясъците на Томас (създаден от самия Хана) и нервното преглъщане на Джери.

### Мамчето
Мамчето е закръглена афроамериканка, която е собственичка на Том. Често се кара на Том и Джери за бъркотиите, които са направили. Лицето ѝ никога не е показвано (освен много малко в Котка в събота вечер). Някои от епизодите, в които участва са цензурирани като сцените ѝ са премахнати или редактирани, за да изглежда като слаба бяла жена, тъй като често нейният образ е смятан за изява на расизъм. Лилиян Рандолф я озвучава.

### Спайк и Тайк
В опитите си да хване Джери, Том често трябва да се справи със Спайк (английски булдог, познат като „Убиец“ или „Бъч“ в някои епизоди) – гневно, зло, наивно куче-пазач, което напада Томас, в случай че синът му Тайк или Джери пострадат. Първоначално Спайк няма име, не говори и напада безразборно. Той проговаря в по-късен етап, озвучаван от Били Блечър и Доус Бътлър. Козината на Спайк е сменяла цвета си през годините – от кремаво кафяво до сиво. Популярността на двете кучета води до отделни анимационни филмчета с тяхно участие през 1957 г.
Повечето епизоди, включващи Спайк, имат сходен сценарий – той се опитва да завърши нещо (например своя къщичка или съня си), в който се появяват Том и Джери и го прекъсват. После Том бива заплашен, че ако направи нещо отново, ще му се слуши нещо лошо, а Джери подслушва. Впоследствие мишокът прави всичко възможно, за да погажда номера на котарака и успоредно с това – на кучето.
Сивият булдог е известен с фразите си „Listen pussycat!“ (в превод: Слушай, малко котенце!), когато сплашва Том и „That's my boy!“ (Това е моето момче!), когато оказва подкрепа на сина си или го поздравява.

### Тъфи
Тъфи е малко сиво мишле, което често прави компания на Джери. Тъфи е безгрижен и често подценява дадена ситуация, която може да бъде опасна за него. Той се вслушва в командите на Джери, но по някой път може да реагира и по свой си начин. Говори в епизодите, в които е мускетар, на френски. В епизода за Робин Худ гласът му е по-мъжки, дрезгав и с лондонски акцент. От епизода The Milky Waif става ясно, че е винаги гладен.

### Бъч
Бъч е черно-бял котарак, за пръв път появил се в епизода Baby Puss. Той е водачът на банда улични котараци. Обикновено помага на Том да хване Джери. Бъч води битки срещу Том за котката Тудълс Галор в някои епизоди – любимка и на двамата.

## „Том и Джери“ в България
В България поредицата първоначално е излъчена по Българската национална телевизия с български дублаж в рубриката „Лека нощ, деца“, където участват Слава Рачева, Надя Топалова и Васил Бъчваров.
От 4 септември 1995 г. до 31 май 2005 г. филмчетата се излъчват по локалната версия на Cartoon Network без дублаж и отново от 3 септември 2007 г. Cartoonito също ги излъчва в периода 2005 – 2018 г. След локализацията на Cartoon Network от 1 октомври 2009 г. до 2014 г. се излъчват единствено филмчета без диалог, тъй като дублаж не е поръчван.
Някои от тях се разпространяват на VHS от видео „Ади“ в началото на 1990-те години.
През 1996 г. се издават и 3 касети и на „Александра Видео“, притежаващ правата на MGM/UA Home Entertainment за България, субтитирани на български с превод от Росен Рачев, измежду които „Билярдната котка“, „Бъдни вечер“ и „Най-добрите врагове“. Касетите съдържат общо 6 филмчета.
През 2000 г. се издава и „Най-забавните приключения на Том и Джери“, със същия български разпространител, притежаващ правата на Warner Home Video, съдържащ 12 филмчета, но е озвучен на български език с войсоувър дублаж в студио 2 на „Александра Аудио“. В него участва Тодор Стефанов.
През 2004 г. се издават целите филмчета – „Класическа колекция“ на „Съни Филмс“ със субтитри на български от Доли Медия Студио.
На 5 ноември 2012 г. се излъчват и по Super7 по три епизода с разписание всеки делник от 17:35 ч. В него участват Цветан Ватев и Стефан Димитриев.